# Декоративные крысы
Декорати́вные кры́сы (лат. Rattus norvegicus f. domestica) — подвид и одомашненная форма серых крыс. Они сопровождают человека с давних времён. В XIX веке в Англии были популярны битвы крыс с терьерами, с 1856 года эти грызуны начали использоваться в лабораториях, а в наше время завоёвывают всё большую популярность в качестве «животных-компаньонов». С того момента было выведено множество разновидностей, характеризующихся особенностями шерстного покрова, общего строения, окрасов и расцветок, а также маркировок — пятен белого цвета на основном окрасе крысы, — часть из которых не стандартизована.
Средняя продолжительность жизни крыс составляет 2—3 года. Самцы весят в среднем 400—650 граммов, самки — 250—450 граммов. Самцы чаще бывают спокойные и ласковые, самки же более активные и игривые.
Не считая возможных ветеринарных расходов, затраты на уход за крысами не очень высоки.

## История одомашнивания серых крыс

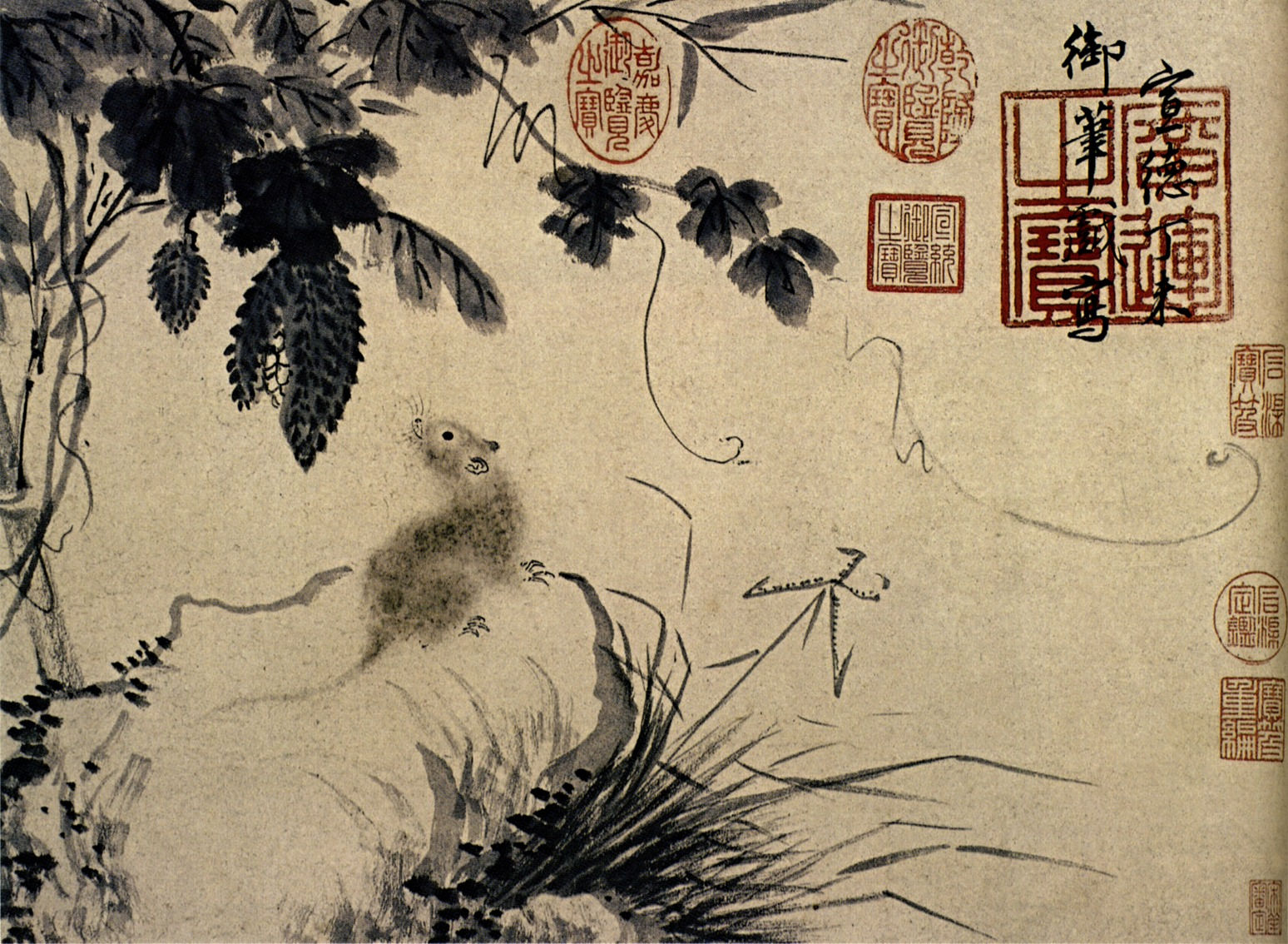
"Крыса и камень"

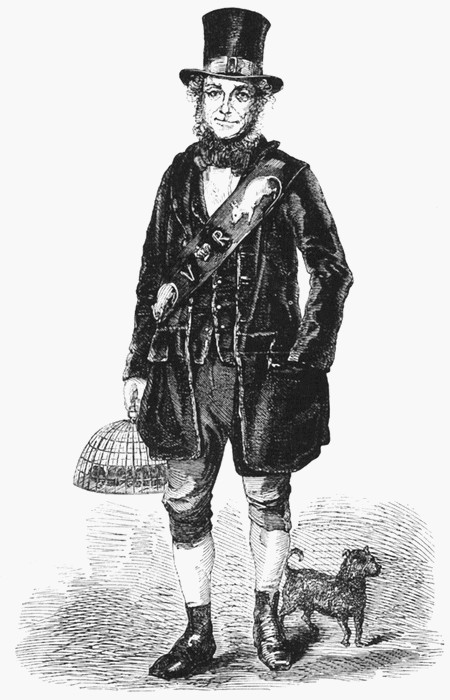
Джек Блэк

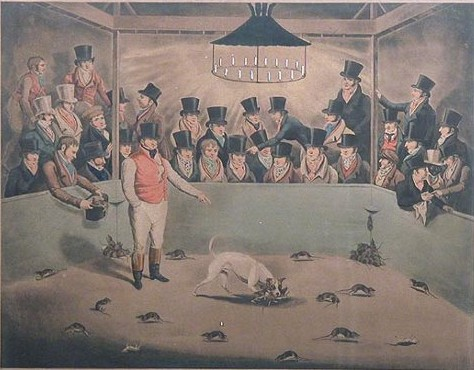
Битва между крысами и собакой

Жизни людей и крыс тесно переплелись в то время, когда человек научился выращивать и хранить зерно. У людей эти грызуны нашли наилучшие условия для жизни, так как им стало проще добывать себе пропитание. Следуя за людьми, крысы распространились по всем континентам, а их сообщества стали сложнее организованы.
Документальные исследования и анализ восточной живописи дают основания полагать, что первые свидетельства одомашнивания крыс относятся к Китаю начала XV века и Японии начала XVII века. В Китае в качестве трёх самых ранних изображений предположительно домашних крыс рассматриваются работы кисти императора династии Мин Чжу Чжаньцзи.
В Японии XVIII века известно два трактата - "Мост к обретению подобного драгоценному камню незуми" (1775 года) и более поздний частично ссылающийся на него (1778 года). С момента введения трактатов в научный оборот (в 1935-м году) считалось, что термин "незуми" обозначает мышь, и оба трактата описывают разведение в качестве домашнего именно этого животного. Но в 2011 году профессор  Киотского университета Такаши Курамото высказал мнение, что на самом деле трактат описывает разведение, разные окрасы и перечисляет 5 магазинов в  Осаке где продавали именно домашних крыс.
В XVIII веке серые крысы пришли в Европу и благодаря более крупным размерам и агрессивности быстро вытеснили чёрных крыс. Вскоре в Англии начали организовываться соревнования между крысами и терьерами. Для их проведения отлавливали несколько сотен серых крыс и помещали их в большую яму с отвесными стенами, по которым те не могли выбраться. Туда же запускали выдрессированного терьера, который должен был убить всех крыс за короткий промежуток времени (рекорд поставлен собакой Билли, убившей 100 крыс за 5 минут 30 секунд).
Крысолов Джек Блэк ловил и травил крыс на улицах Лондона, а попадающихся альбиносов сохранял как диковинных животных. Впоследствии он занялся разведением крыс и получил несколько новых окрасов (альбиносы, чёрные, фавны и серые) и разновидностей маркировок. Вместе с Джимми Шоу (хозяином места боёв) в 1840—1860-х годах он продавал декоративных крыс «молодым леди для содержания в беличьих клетках».

### Линии лабораторных крыс
Серые крысы стали одними из первых лабораторных животных. Вероятно, крысы использовались в экспериментах и до XIX века. Тем не менее они впервые упоминаются как подопытные животные в 1856 году, когда во Франции были опубликованы результаты проводимой на них работы по поводу адреналэктомии. В 1877—1885 годах учёные начали эксперименты по разведению пасюков-альбиносов и скрещиванию их с дикими крысами. Вскоре альбиносов привезли в Филадельфию. Там около 1906 года была создана первая аутбредная линия крыс, названная Вистар (Wistar или WISTARAT), по названию института. Она и сейчас остаётся одной из самых распространённых. На основе Вистар были выведены такие линии, как Спрэг Доули (Sprague-Dawley) и Лонг-Эванс. Первая из них появилась в 1925 году в питомнике Sprague-Dawley в штате Висконсин. Вторая — Лонг-Эванс (Long-Evans) — линия крыс, полученная путём скрещивания пасюков и крыс линии Вистар Джозефом Лонгом и Гербертом Эвансом (отсюда и название). У крыс этой линии имеется чёрный или коричневый капюшон.
Крысы линии Цукер (Zucker) были выведены для изучения ожирения и артериальной гипертензии. Они бывают худыми (доминантный признак) или страдающими ожирением (рецессивный признак) — в этом случае их вес достигает 1 кг. В крови таких крыс высокий уровень липидов и холестерина.

### Первые организации
В 1901 году по просьбе мисс Мэри Дуглас в английский Национальный клуб мыши были включены крысы, тогда же учредили их первые стандарты. Вскоре крысы участвовали в NMC Aylesbury Town Show. К 1912 году к крысам появился интерес, и название клуба было официально изменено на National Mouse and Rat Club. Но в 1921 году, после смерти мисс Дуглас, популярность декоративных крыс снизилась, а в 1929 году клуб опустил слово «крыса» из названия.
В течение следующих 45 лет интерес к декоративным крысам был постоянным, но небольшим. До января 1976 года у энтузиастов не было достаточной поддержки для создания клуба. Национальное общество декоративных крыс стало первой в истории полностью крысиной организацией. Оно установило стандарты и стало проводить регулярные выставки, благодаря чему интерес к декоративным крысам вырос, были найдены и стандартизированы многие разновидности декоративных крыс.

### Декоративная крыса в США

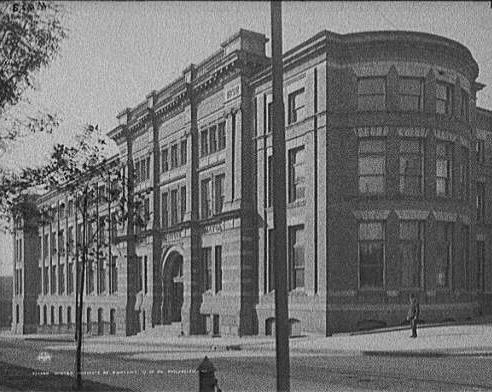
Институт Вистар

В 1906 году в Филадельфии была основана первая линия лабораторных крыс-альбиносов, получившая название по географическому принципу — линия Вистар. Она существовала до 1950 года и дала начало другим линиям лабораторных крыс (не только альбиносов). Первый американский клуб — Ассоциация селекционеров мышей и крыс — появился в США в 1978 году, а через 5 лет возникла Американская ассоциация любителей декоративных мышей и крыс (англ. American Fancy Rat & Mouse Association, AFRMA). Первые разновидности были привезены из Англии, но сейчас её специалисты выводят собственные.
За последнее время интерес к декоративным крысам как к домашним животным значительно увеличился. Они стали более популярными, а по всему миру есть клубы любителей крыс.

## Отличия от диких крыс
В то время как декоративные крысы очень схожи со своими дикими сородичами, между ними есть существенные различия. Самое заметное отличие — внешний вид. Случайные мутации (в основном с окрасом) могут произойти в дикой местности, но они редки.
Декоративные крысы более спокойные и менее агрессивные по отношению к человеку благодаря селекции и, как следствие, постоянному отбору производителей с нужным набором поведенческих качеств. Однако декоративные крысы, как и любые другие домашние животные, могут одичать, и за несколько поколений, произведённых в естественных условиях, их поведение и отношение к человеку могут стать неотличимыми от изначально диких крыс. С этим феноменом регулярно приходится сталкиваться любителям крыс, которые занимаются отловом колоний или семей декоративных крыс, оказавшихся на улице.
У декоративных крыс больше масса тела и плодовитость. Они меньше опасаются новых продуктов, у них более спокойная реакция на свет и звук, менее развита неофобия. Дикие крысы ведут в основном ночной образ жизни, иногда отправляясь днём на поиски пищи. У одомашненных крыс это не так выражено. В драке дикие крысы издают более резкие крики, чем домашние. Кроме того, проигравшая «сражение» дикая крыса почти всегда убегает от победившей, в то время как одомашненные крысы после драки могут повести себя по-разному.
Одомашненные крысы живут дольше, чем дикие. Это связано с тем, что декоративные крысы защищены от хищников, у них всегда есть доступ к еде, воде, убежищу и ветеринарному обслуживанию. Их средняя продолжительность жизни составляет приблизительно 2—3 года, в отличие от диких, которые в среднем живут меньше 1 года. У диких крыс более крупные мозг, сердце, печень, почки и надпочечники. Тем не менее декоративные крысы, так же как и дикие, подвержены множеству различных заболеваний, среди которых особое место занимают респираторный синдром мышевидных грызунов (респираторные заболевания разной этиологии), а также различные новообразования (опухоли молочных желёз, головного мозга и пр.).

## Генетика
Крысы имеют хромосомный набор 2n = 42 и около 25 тысяч генов.
Окрас крысы зависит от пигментов в её шерсти. Это в основном эумеланин (чёрный и коричневый цвета) и феомеланин (жёлтый и красный цвета). В окрасе крысы большую роль играет распределение и компактность пигмента на волосяном покрове, что в свою очередь диктуется различными генами из различных локусов. Каждый локус отвечает за своеобразный эффект пигмента в шерсти, а все локусы вместе взятые показывают, как крыса будет выглядеть.
Новые окрасы, маркировки и разновидности появляются в результате мутаций. Некоторые из них отрицательно сказываются на здоровье декоративных крыс. Примером этому является аганглионарный мегаколон, появляющийся у крыс вследствие неправильной миграции пигментных клеток. К крысам с нарушенной миграцией не относятся альбиносы, клетки которых вообще лишены пигмента.

## Разновидности ручных крыс

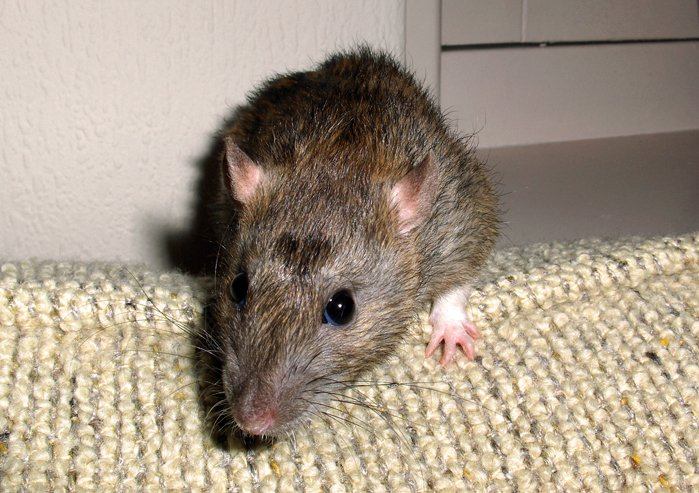
Крыса агути стандарт

Любая крыса может быть определена по нескольким характеристикам: окрасу, маркировке и типу шерсти, а также особенностям нестандартного телосложения. Поэтому у декоративных крыс возможны достаточно специфические классификации, например крыса с рубиновыми глазами циннамон плащевой дамбо рекс (ruby-eyed cinnamon berkshire dumbo rex). Некоторые названия шерстного покрова и окраса крыс были заимствованы у кошек и собак (например: сфинксы, рексы, хаски, сиамы и т. п.).

### Цвет шерсти и глаз

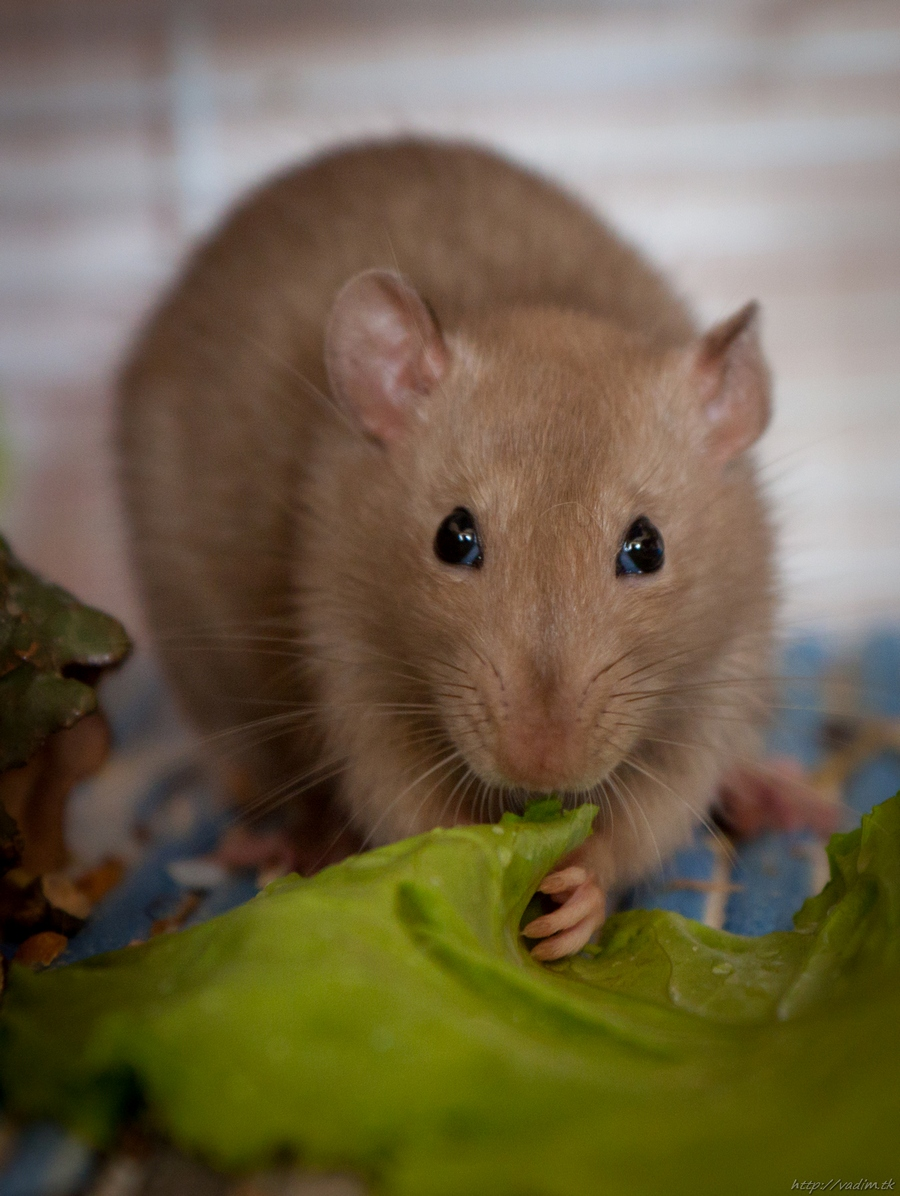
Крыса окраса бурмиз

В то время как сохранился «агути» — окрас пасюков, было выведено множество других расцветок. Сейчас встречаются крысы совершенно разных окрасов, которые могут быть разных оттенков белого, рыжего, коричневого, чёрного, серого. Есть также сиамские и гималайские крысы.
Глаза у крыс могут быть красными (red), чёрными (black), рубиновыми (ruby) или разными (Odd-eye) (один глаз красный, а другой чёрный или рубиновый). Рубиновые глаза, на первый взгляд, могут показаться чёрными. Крысы с красными и рубиновыми глазами видят хуже, чем их черноглазые сородичи. Иногда, чтобы рассмотреть какие-то предметы, они крутят головой.
Новые крысиные окрасы появляются вследствие мутаций, в большинстве случаев рецессивных. Чаще всего это происходит при комбинации известных генотипов, а иногда — при модификации уже имеющихся окрасов. Чёрный окрас — первое изменение окраски пасюков. Есть две группы мутаций, из-за которых изменяется окрас крыс. В первую входят те, которые блокируют образование пигментных зёрен, вследствие чего образуются участки белой шерсти. Ко второй относятся мутации, изменяющие свойства пигментных зёрен.

#### Трёхцветная крыса
Своим окрасом трёхцветные крысы напоминают черепаховых кошек. Помимо белой шерсти, у них есть пятна двух других цветов, например серых, бежевых и рыжих.
В различных источниках упоминаются только две крысы с таким окрасом. Первый — Солярис, родившийся в феврале 2002 года на Аляске у двух чёрных крыс с маркировкой «капюшон». Другая трёхцветная крыса появилась на свет в мае 2006 года, её назвали Пыльной Мышью Сябу-Сябу. У Соляриса родились только обычные «капюшоны», трёхцветных крысят в его потомстве не было. У Пыльной Мыши крысят не было вообще. Из этого следует, этот признак рецессивный.

#### Секции
По стандарту AFRMA любая крыса (если она не лысая) входит в одну из 4 секций:
- Однородный (Self) — окрас однороден по всему телу крысы.
- Тикированный (Ticked) — каждый волос окрашен в несколько цветов. Самый распространённый окрас секции — агути, которым обладает большинство диких серых крыс.
- Комбинированный (Pointed) — окрас, состоящий из нескольких цветов (кроме белого).
- Серебристый (Silvered) — шерсть состоит из чередующихся серебристых и основных волосков.

В свою очередь, в каждую из этих секций входят различные окрасы.

### Маркировки

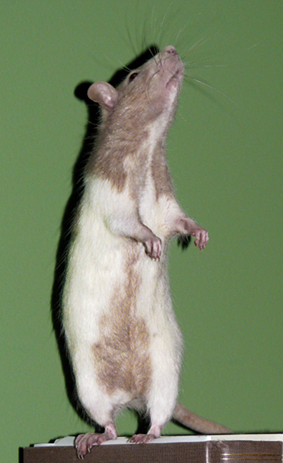
Downunder

Крыса любого окраса может иметь на теле рисунок из пятен белого и любого другого цвета. Таких крыс называют маркированными (marked). Существует много маркировок. Вот некоторые из них:
- Англо-ирландский (English Irish) — на груди белый треугольник, на передних лапах «перчатки», а ступни задних белые наполовину.
- Ирландский (Irish) — белое пятно на животе, на всех лапах белые «перчатки», кончик хвоста белый.
- Европейский плащевой (Berkshire) — белое пятно на животе и груди, передние лапы белые наполовину, задние — до лодыжек, хвост белый наполовину. Возможно наличие маленького пятна на голове.
- Плащевой (Berkshire) — вся нижняя часть туловища белая, передние лапы белые до локтя, задние — до лодыжек, хвост белый наполовину. Возможно наличие белого пятна на лбу.
- Блейз (Blazed Berkshire) — V-образное белое пятно на мордочке, начинающееся от носа и достигающее лба. Блейз охватывает зону усов и сужается до точки между глазами и ушами. Может сочетаться с другими маркировками.
- Капюшон (Hooded) — окрашенная часть (капюшон) покрывает голову, шею, грудь и плечи. Капюшон переходит в полоску, идущую вдоль спины до хвоста, треть которого белая.
- Кепковый (Capped) — верхняя часть головы окрашена, возможно белое пятно на лбу.
- Хаски плащевой (Badger husky) — у этой маркировки чалый окрас. Нижняя часть тела и головы полностью белая. На голове блейз, а хвост окрашен полностью.
- Пятнистый (Varigated) — голова и плечи окрашены, должно быть пятно (на лбу) или блейз. Остальные участки верхней части тела крысы белые с пятнами. Нижняя часть тела белая.
- Масковый (Masked) — окрашена только область вокруг глаз.
- Австралийский (Down Under или DU) — окрашенные пятна (какой-то из существующих маркировок) есть и на животе, и на спине. Впервые крыса с этой маркировкой появилась в Сиднее в 1998 году[40][41].

Если у крысы однотонный окрас, он называется Self (с англ. сплошной).

### Разновидности с особенностями общего строения
Помимо крыс с хвостами, бывают и бесхвостые (Manx или Tailless), которые не могут активно использовать хвост как терморегулятор, балансир и/или как опору. В 1915 и 1917 в журнале Anatomical Record было опубликовано два научных отчёта о бесхвостых крысах. Эти исследования, названные «Бесхвостость у крыс» и «Дальнейшие наблюдения за бесхвостостью у крыс», были написаны Сарой Конроу из Института Вистар. В них рассказывается о девяти манксах, выведенных из 71 500 животных за 10 лет. У многих первых английских манксов были физические проблемы, и NFRS запретило выставлять их на своих выставках.
14 февраля 1984 года в Соединённых Штатах родилась первая крыса без хвоста. Вскоре на шоу AFRMA были показаны крысы этой разновидности. Так как у них не было проблем со здоровьем, американское сообщество официально стандартизировало их в ноябре 1993 года.
По форме ушей крысы бывают:
- стандартные (Standard) — с высоко посаженными, не очень большими, округлыми ушами;
- дамбо (Dumbo) — с более округлыми, чем у стандартных крыс, ушами, которые расположены несколько ниже обычного[45]. Форма уха может быть как круглая («блюдце»), так и слегка остроконечная («тюльпан»). Название эта разновидность получила благодаря персонажу мультфильма «Дамбо»[46].

### Разновидности шерсти

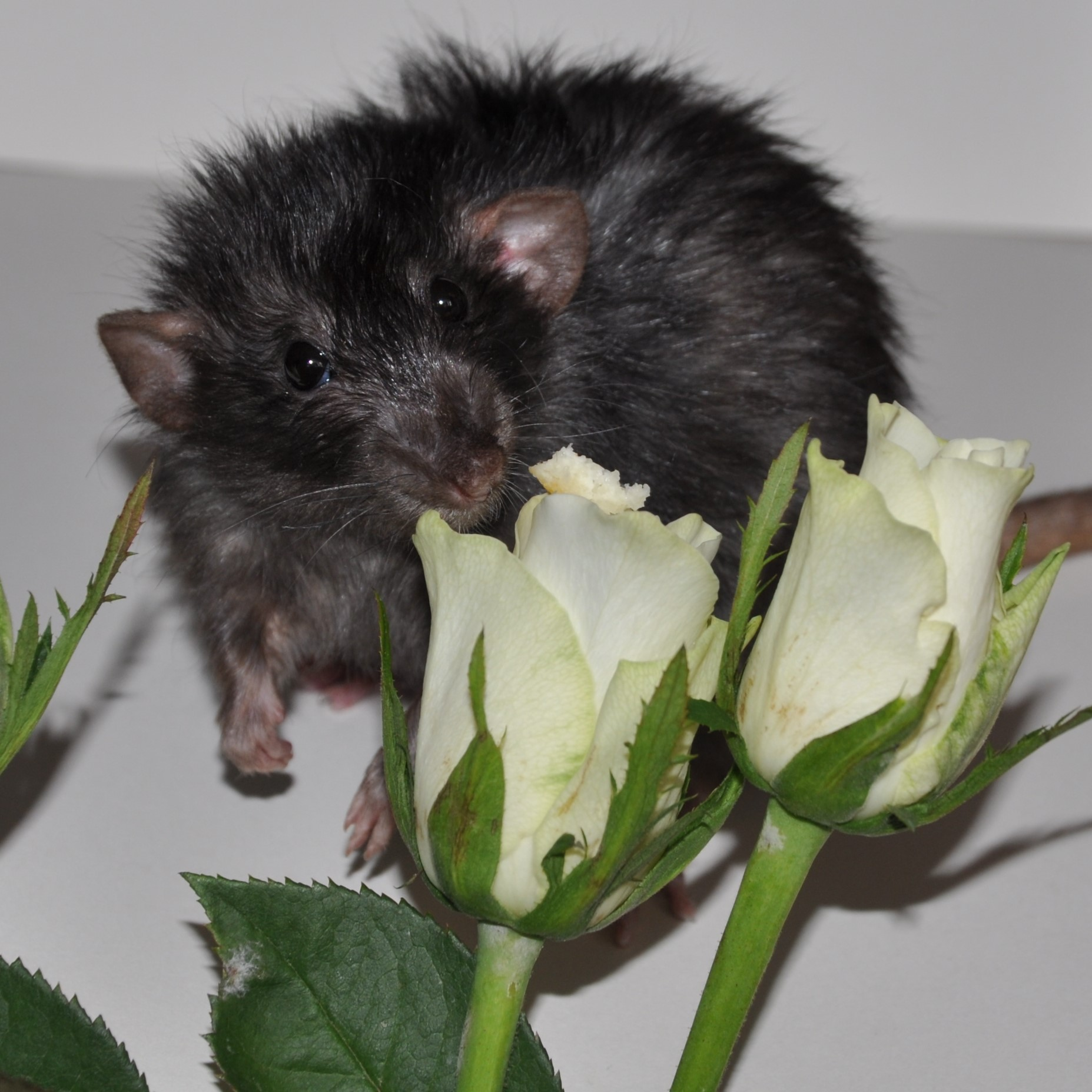
Декоративная длинношёрстная крыса

По сравнению с количеством окрасов и маркировок разновидностей шерсти существует немного, и не все они международно стандартизированы. Наиболее распространённым является «Стандартный» тип шерсти, к которому относятся крысы с короткой гладкой и глянцевой шерстью. Шерсть самцов может быть более грубой и твёрдой, а шерсть самок более мягкой и тонкой. Есть ещё несколько стандартизированных типов шерсти: «Кудрявый» (Rex), у крыс этой разновидности количество остевых волос снижено, их шерсть более плотная и грубая, чем у стандартных, все волосы, включая усы, вьются; «Бархатный» (Velveteen), более мягкошёрстная вариация рексов; «Сатиновый» (Satin), который включает в себя крыс с более мягкой, тонкий и блестящей шерстью. Кроме того, существуют крысы с более длинной шерстью, чем у стандартных, эта разновидность называется «Длинношёрстной» (Longhair или Harley). Такие крысы стали появляться в 2000-х годах.
Остальные разновидности шерсти определяются скорее не самими волосами, а их отсутствием:
- Дабл-рекс (Double-Rex) — декоративные крысы, у которых участки, покрытые шерстью, меняются в течение всей жизни[50].
- Пуховые (Fuzz) — крысы с очень тонким, мягким и коротким пушком по всему телу, их кожа тёплая и бархатистая на ощупь. На мордочке и нижней части тела более длинная и густая шерсть[51].
- Сфинксы (Hairless) — разновидность лысых крыс. Может быть небольшой пушок над глазами, на лодыжках и запястьях, на щеках и в паховой области. Сфинксы часто живут меньше обычных крыс, они более подвержены простуде и намного легче ранят кожу, которая не защищена шерстью[52].

### Этика селекции
Среди любителей крыс существует спор относительно селекции. С одной стороны, применение методов селекции позволяет разводить крыс, соответствующих определённому стандарту, а также выводить новые разновидности, благодаря чему и появились декоративные крысы. Однако рождаются и те, которые не соответствуют стандартам. Позже этих крыс могут отдать или продать в качестве кормовых животных или просто убить. Кроме того, есть опасения насчёт этичности разведения бесхвостых и лысых крыс. Хвост очень важен для баланса крысы и регулировки температуры тела. У бесхвостых крыс могут быть проблемы с кишечником, мочевым пузырём, деформации в области таза (например, паралич задних лап), также есть большой риск получения теплового удара или падения с высоты. Что касается сфинксов, они меньше защищены от царапин и холода. Такие группы, как NFRS, запретили показ этих разновидностей на своих мероприятиях.

### Доступность
Поскольку серые крысы и родственные им виды рассматриваются как вредители, умышленный ввоз декоративных крыс в некоторые страны регулируется. Например, импорт иностранных грызунов запрещён в Австралии. В других областях, таких как канадская провинция Альберта, содержание домашних крыс за пределами школ, лабораторий и зоопарков является незаконным.

## Дрессировка и умственные способности
Саманта Мартин, профессиональный дрессировщик для фильмов, рекламных роликов и музыкальных клипов, утверждает, что крысы — одни из самых легкообучаемых животных. Это связано с их приспособляемостью, интеллектом и вниманием.
Однако они не всегда выполняют поставленные перед ними задачи. Декоративные крысы любознательны и хитры, например, они могут научиться открывать клетку изнутри. Многие владельцы обучают своих крыс различным командам и фокусам. Большинство декоративных крыс без проблем запоминают своё имя и откликаются на него. Для декоративных крыс, как и для многих других домашних животных, устраиваются выставки и конкурсы, на которых владельцы могут показать способности своих питомцев.
Если сравнивать умственные способности декоративных крыс и их диких сородичей, то преимущество принадлежит диким крысам. Скорее всего, это обусловлено тем, что для выживания в дикой природе требуется гораздо больше хитрости и смекалки, чем в домашних условиях.

## Психология

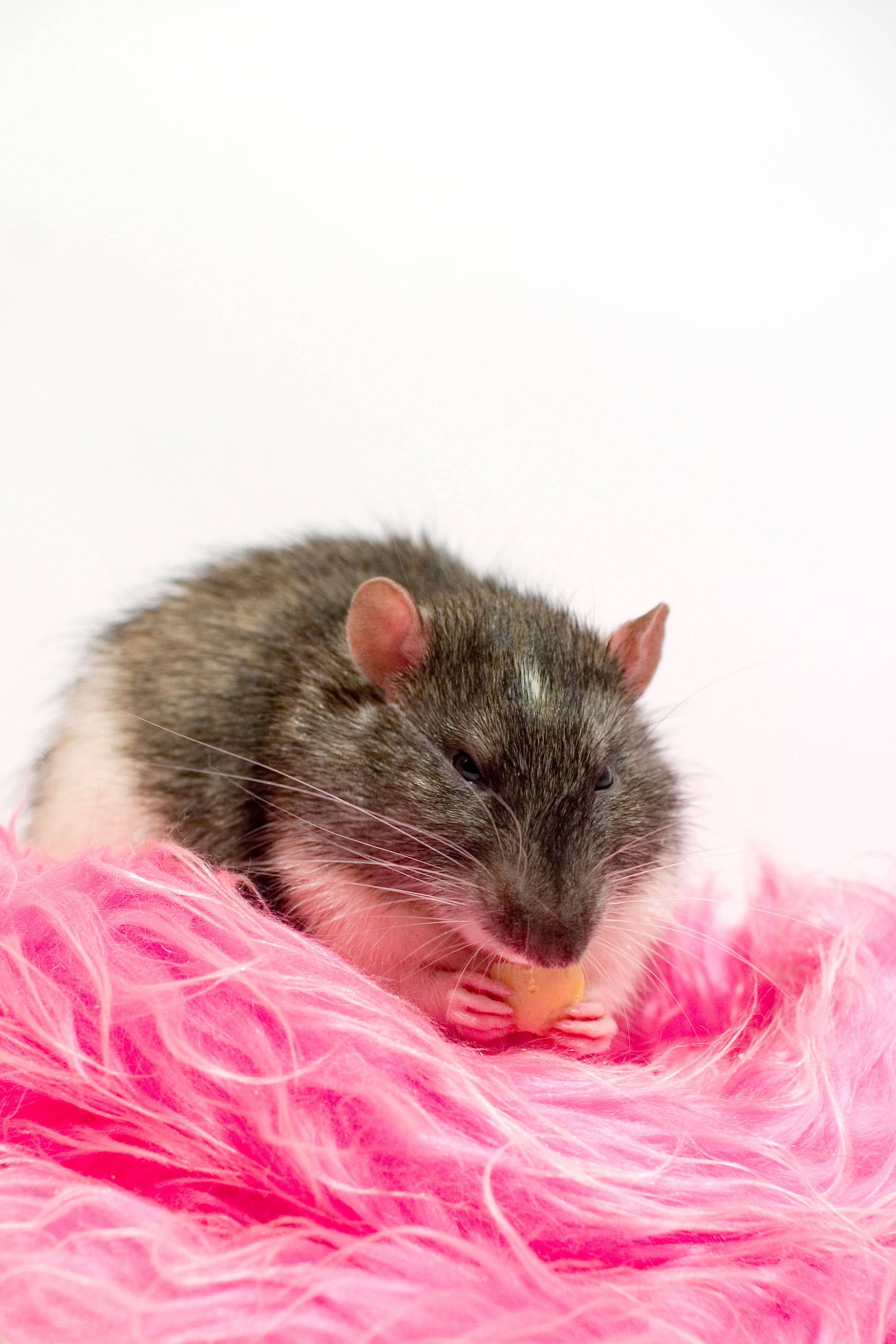
Самец крысы

Крысы — социальные животные. Взрослые самцы дерутся между собой за положение в иерархии. Бои могут прекратиться, когда определится альфа.
Джон Калхун в одном из своих ранних опытов создал идеальные условия для жизни крыс в пространстве размером 0,1 гектара. Через 27 месяцев популяция крыс в этой местности составляла 150 особей, хотя, по расчётам, там должно было быть 5 тысяч крыс. Скученность была достаточно велика, чтобы изменить поведение животных, вследствие чего немногие крысята достигали взрослого состояния. Обычно самцы достаточно лояльно воспринимают молодняк, в котором не видят конкурентов, однако при проведении исследования наблюдались случаи нападения взрослых крыс на молодых. Сведение взрослых крыс может быть долгим и трудоёмким процессом, так как они будут охранять свои территории.

### Агрессивность
Декоративные крысы выведены для опытов в лабораториях, где тщательно отбирались спокойные, неагрессивные особи. В результате сейчас они почти безобидные. Тем не менее нужно иметь в виду, что обидчика может укусить любая крыса. Это является признаком того, что крыса чем-то недовольна. Особенно агрессивных особей не допускают к размножению, так как декоративные крысы должны быть безопасными для человека. Между собой крысы могут жестоко драться, причём вплоть до смертельного исхода. Чаще всего так себя ведут самцы во время полового созревания (5—9 месяцев). Помимо этого любая крыса может наброситься на меньшее животное, защищать свою территорию от посторонних крыс, других более крупных животных или незнакомых людей. Своё недовольство они показывают тем, что шипят, пищат, фыркают или кусают. Также признаками агрессии являются вставший дыбом мех, обнажённые и/или скрежещущие зубы (сильнее, чем при стачивании), прижатые уши и напряжённое тело со сгорбленной спиной.
Существуют разные формы агрессии. Некоторые крысы хорошо уживаются со своими сородичами, но нападают на людей, другие агрессивны по отношению к чужим крысам, а третьи проявляют агрессию только во время беременности или кормления потомства. Встречаются крысы, конфликтующие с конкретными особями, и такие, которые не терпят любых других крыс. Бывают питомцы, ведущие себя агрессивно из-за страха или стресса.
У крыс в агрессивном состоянии было зарегистрировано два типа ультразвуковых сигналов. Это, во-первых, сигналы продолжительностью 3—65 мс на частоте около 50 кГц и, во-вторых, импульсы продолжительностью до 3400 мс на частоте приблизительно 25 кГц. Вторые, по-видимому, происходят во время долгих выдохов покорных крыс при сниженной агрессивности.

### Крысы и другие домашние животные
Декоративные крысы, так же как их предки, — социальные животные и в большинстве случаев уживаются со своими сородичами. Они могут мирно сосуществовать с другими животными-компаньонами и домашними животными. Однако крысы — всеядные животные, поэтому содержать их с мышами или хомяками опасно. Крысы и птицы несовместимы. Крупные птицы представляют опасность для крыс, а мелкие служат им пищей. Существуют примеры успешного содержания крыс с кроликами и морскими свинками, но для предотвращения несчастных случаев лучше поселить их в разных клетках и допускать совместные прогулки только под наблюдением. Также крайне не рекомендуется допускать совместных прогулок черепах и крыс.
Собаки и кошки могут сосуществовать с крысами при соблюдении мер предосторожности и отсутствии у первых ярко выраженных охотничьих инстинктов.

## Рацион

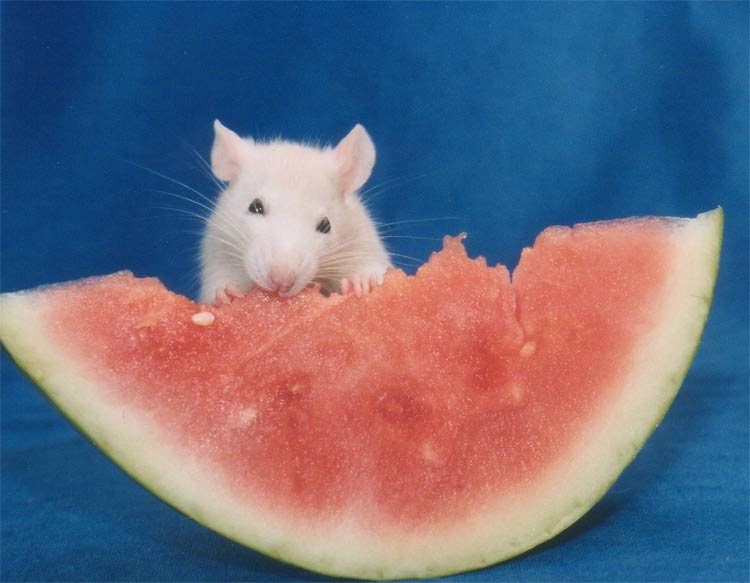
Ручная крыса лакомится арбузом

Крысы, как и человек, всеядны. Нормальный рацион крыс состоит из злаков, круп и небольшого количества (до 10 %) семян и орехов, свежих овощей и фруктов. Пища животного происхождения менее полезна, и крысы могут без неё обходиться, но маложирные кисломолочные продукты (творог, йогурт, кефир), отварное мясо и рыба, варёные вкрутую яйца и гранулы собачьего корма способны дополнить недостаток в растительной пище некоторых белков, жиров, витаминов и микроэлементов. Категорически воспрещается кормить зверьков солёной, сладкой, кислой, жирной, копчёной, пряной, острой, жареной, печёной или консервированной пищей, поскольку такое питание способно нанести серьёзный вред здоровью питомца. В то же время некоторые натуральные корма растительного происхождения следует давать с осторожностью и в ограниченном количестве.
Как и всем грызунам, крысам нужно точить постоянно растущие передние зубы. Хотя крысы способны точить зубы друг об друга, лучше, чтобы у них в жилище всегда были пригодные для этого предметы: хлебные сухари, древесина лиственных пород деревьев, специальные минеральные (но не солевые) и меловые камни.

## Размножение

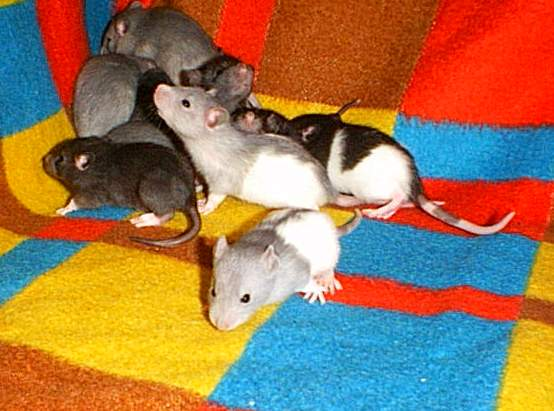
Крысята

Крысы — плодовитые животные. Одна самка может принести больше 14 крысят в одном помёте. Самка может забеременеть даже в период кормления потомства; кроме того, среди крыс нередки и случаи инцеста — самец-отец, если его не отсадить своевременно после вязки, может легко оплодотворить собственных дочерей, а крысята-сыновья способны спариться с собственными сёстрами и матерью. В связи с этим совместное содержание разнополых животных крайне нежелательно. Стерилизация возможна, но может привести к различным осложнениям, поэтому используется преимущественно по медицинским показаниям (в первую очередь для уменьшения вероятности развития онкологических заболеваний молочных желёз) и для регулирования агрессивности самцов. В среднем самцы становятся половозрелыми в возрасте 6 недель, однако самки могут забеременеть гораздо раньше этого срока. Для получения здорового потомства первая вязка самки желательна в возрасте 5—10 месяцев, самца после года, когда полностью формируется его характер. В среде грамотных заводчиков не принято получать от одной самки более 1—2 помётов, поскольку частые роды могут серьёзно истощить организм самки и в конечном итоге привести к её преждевременной смерти. Самок в возрасте от 1 до 5 месяцев, а также пожилых и больных к размножению вообще не допускают из-за больших рисков для их хрупкого здоровья.
Продолжительность беременности у крыс обычно составляет 21—24 дня. После рождения крысята должны находиться с матерью не менее 5 недель, так как в это время формируется иммунитет и происходит обучение и социализация. В дальнейшем крысят мужского пола отсаживают в отдельную клетку, чтобы не допустить близкородственных вязок.

## Болезни и старость

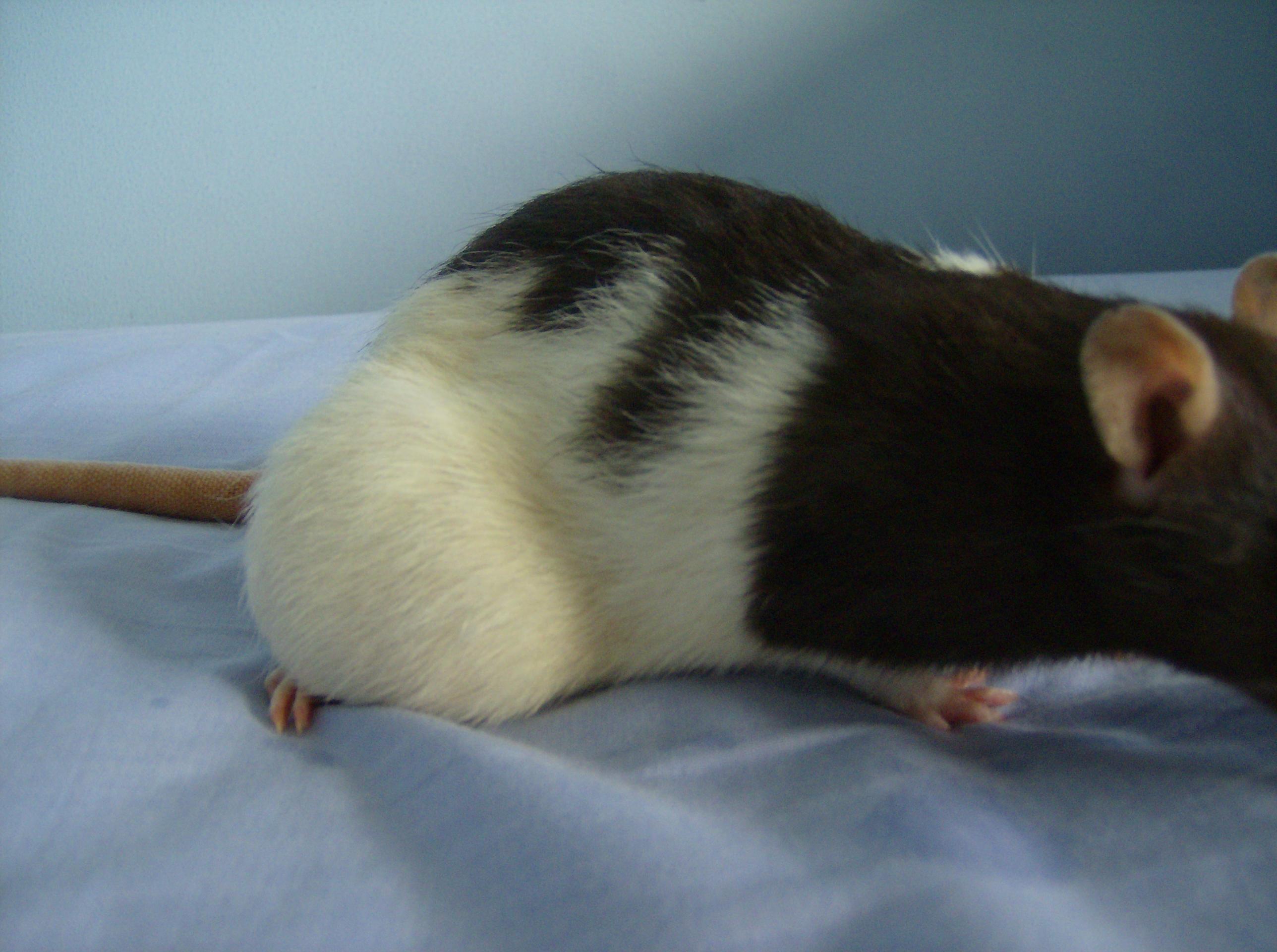
У декоративных крыс обоих полов из-за старости могут развиваться опухоли молочной железы. Они, как правило, доброкачественные, но некоторые из этих опухолей могут сохраниться даже после удаления

Декоративные крысы живут недолго. Их средняя продолжительность жизни составляет менее 3 лет. На неё влияют многие факторы, в том числе наследственность, уход, сбалансированное питание и профилактика заболеваний. Среди населения существует мнение, что при соответствующем уходе декоративная крыса может дожить до 5—7 лет, но опыт крысоводов многих стран этого не подтверждает. В редких случаях при идеальных условиях содержания крыса может дожить максимум до 4 лет.
Домашним крысам обычно удаётся избежать контактов с болезнетворными бактериями, такими как сальмонелла и синегнойная палочка. За свою жизнь они могут не контактировать с тараканами, жуками или блохами, которые являются переносчиками эпидемического сыпного тифа и кишечных паразитов (например, крысиного цепня).
Факторы окружающей среды (например, температура, влажность, сквозняки), неправильное питание, а также нагрузки, связанные с неестественной средой обитания, могут отрицательно сказаться на здоровье грызуна, сделать его более уязвимым. В частности, болезнь Тиззера, протозойные инфекции (например, заражение Giardia muris) и псевдотуберкулёз обычно наблюдаются у находящихся в состоянии стресса или молодых крыс. Кроме того, домашние крысы могут заразиться пневмококкозом (зоонозным заболеванием, подхваченным от людей). Гриб Pneumocystis carinii вызывает у крыс пневмоцистную пневмонию, которая обычно протекает бессимптомно. Однако если иммунная система грызуна ослаблена болезнью, инфекция может развиться в пневмонию.
Некоторые болезни очень распространены, поскольку их возбудители (крысиный коронавирус, вирус Сендай и Mycoplasma pulmonis) легко передаются и быстро распространяются в лабораториях, зоомагазинах и у заводчиков. Лабораторные крысы микоплазмой заражаются реже.
У декоративных крыс также встречается мегаколон — и приобретённый, и генетически обусловленный. Последний чаще встречается у крыс с разными глазами, у блейзов, хаски и других крыс с большим количеством белой шерсти (кроме альбиносов), что связано с неправильной миграцией пигментных клеток.
У декоративных крыс достаточно часто развивается аденома гипофиза (опухоль), если крысы обитают в условиях высококалорийного питания, и некроз хвоста (Ringtail) из-за низкой влажности, высоких температур или сквозняков. На местах порезов и царапин у крыс может появиться язвенный дерматит, вызванный стафилококками — обычно безопасными бактериями, живущими на поверхности кожи.

### Вред от хвойного наполнителя
У грызунов, содержащихся на хвойной подстилке, могут разрушаться клетки трахеи и лёгких, повышаться уровень ферментов в печени. Кроме того, к двухнедельному возрасту смертность крысят, которые разводились на хвойном наполнителе, составила 56 %, в то время как у других — 0,01 %. К тому же масса тела крысят, содержащихся на хвойном наполнителе, была на 23 % меньше. Исследования показали, что хвойные токсины воздействуют также на человека и других животных. Люди, работающие в деревообрабатывающей промышленности, имеют больший риск заболеть раком дыхательных путей, в том числе раком гортани, и астмой. Цыплята, содержащиеся на хвойном наполнителе, больше подвержены респираторным заболеваниям.

### Риск для владельцев
Все наземные млекопитающие могут представлять ту или иную опасность для здоровья человека, и крысы не являются исключением. В условиях дикой природы, в местах природных очагов чумы (Казахстан, Китай, Монголия, Северо-Западный Прикаспий, Волго-Уральское междуречье, Забайкалье, а также некоторые другие южные территории России) пасюк может переносить возбудителей этого заболевания. Последний случай регистрации больного чумой на территории России датирован 1979 годом. Случаев заражения декоративных крыс чумой в русскоязычной научной литературе не описано.
Пасюк не входит в список видов, представляющих угрозу для человека. В 2004 году в США произошла вспышка сальмонеллы. Она была связана с людьми, которые содержали крыс. Однако установлено, что развитие сальмонеллёза домашних крыс, как и ряд других зоонозных заболеваний, вызвано контактами с дикими собратьями, случайным заражением в доме владельца, употреблением заражённых продуктов питания, воды либо наличием заражённых предметов в клетке.

## Ручные крысы в культуре

Шапокляк и крыска Лариска (Хабаровские городские пруды)

Трудно определить, когда именно крысы начали содержаться как домашние животные. Есть несколько произведений, свидетельствующих о том, что люди держали у себя декоративных крыс в XIX—XX веках. Так, Генри Мэйхью опубликовывал статьи в газете The Morning Chronicle, которые в 1851 году были собраны в книгу Рабочие и бедные Лондона (англ. London Labour and the London Poor). В 1900-х детская английская писательница Беатрис Поттер начала опубликовывать свои книги, среди которых была сказка о двух диких крысах Сэмюэле Вискерсе и его жене Марте. Книга посвящена крысе Сэмми, которого Беатрис описывала как «интеллигентного красноглазого представителя преследуемой (но неугомонной) расы, ласкового маленького друга и самого опытного вора».
Обычно в художественных произведениях изображаются дикие серые крысы. В литературе и кинематографе крысы обычно являются средством раскрытия характера отрицательных, подлых персонажей. Так, вредная старуха Шапокляк является владелицей крыски Лариски. Трусливый предатель, анимаг и слуга Волан-де-Морта Питер Петтигрю в серии произведений Дж. К. Роулинг о Гарри Поттере выступает в облике крысы. Короткий роман «Записки человека-крысы» Стивена Гилберта стал основой для фильмов ужасов «Уиллард» (1971 и 2003 годов) и «Бен» (1972). Здесь главный герой знакомится с крысами и становится их другом, из-за чего история оканчивается трагедией.
В то время как во многих фильмах и книгах, как правило, подчёркивается недоброжелательность крыс, в других они выступают в роли дружелюбных домашних питомцев. Таким в сериале «Доктор Хаус» представлен «Стив Маккуин», а в книге Александра Леонидовича Ященко крыса по имени Хруп («Хруп: Воспоминания крысы-натуралиста»). В дилогии белорусской писательницы Ольги Громыко «Год Крысы» проводится некая параллель между людьми и крысами. Эти грызуны не раз помогают главным героям в трудных ситуациях, когда помощи ждать неоткуда.
Главного героя мультфильма «Рататуй» (2007 год) по имени Реми американский кинокритик Роджер Эберт описал как усердного, милого, полного решимости и одарённого крыса.

### Организации
- The National Fancy Rat Society (англ.)
- The American Fancy Rat and Mouse Association (англ.)
- Rat & Mouse Club of America (англ.)

### Рекомендуемая литература
- Samuel Anthony Barnett. The Rat: A Study in Behavior. — Чикаго, США. — 288 с. — ISBN 978-0-202-30977-4.